# Nikolai Nikolaevich Dobronravov
Nikolai Nikolaevich Dobronravov (22 tháng 11 năm 1928 – 16 tháng 9 năm 2023), là nhà soạn nhạc người Nga. Ông được giải thưởng văn học của Liên Xô; giải thưởng Nhà nước của Liên bang Xô viết 1982.